# ميخائيل إيتان
ميخائيل إيتان (بالعبرية: מיכאל איתן؛ 6 مارس 1944 - 8 نوفمبر 2024) هو سياسي إسرائيلي وعضو الكنيست عن حزب الليكود من عام 1984 حتى عام 2013 شغل منصب وزير العلوم والتكنولوجيا بين يوليو 1997 ويوليو 1998 ووزير تحسين الخدمات الحكومية ابتداء من عام 2009 حتى عام 2013.

## روابط خارجية
- Eitan's website (بالعبرية)
- ميخائيل إيتان على الموقع الإلكتروني للكنيست